# Parafia św. Macieja Apostoła w Klwowie
Parafia św. Macieja Apostoła w Klwowie – jedna z 11 parafii rzymskokatolickiej dekanatu drzewickiego diecezji radomskiej.

## Historia
Parafia została erygowana w 1459 roku. Obecną świątynię, według projektu arch. Kazimierza Prokulskiego, zbudowano w latach 1926–1931 staraniem ks. Wincentego Wróbla. Z dawnego kościoła zachowało się prezbiterium, mury kaplic bocznych i częściowo zakrystii. Jest to budowla trójnawowa, bazylikowa, jednowieżowa. Prezbiterium jest w stylu gotyckim z cegły, nawa zaś i boczne kaplice w stylu barokowym.

## Proboszczowie
- 1925–1943 – ks. Wincenty Wróbel
- 1943–1960 – ks. Stefan Cieluba
- 1960–1966 – ks. Czesław Kucharczak
- 1966–1969 – ks. Stanisław Warchoł
- 1970–1981 – ks. Bolesław Szymański
- 1981–1992 – ks. Bronisław Kaszuba
- 1992–2008 – ks. kan. Czesław Kołtunowicz
- od 2008 – ks. kan. Stanisław Pudzianowski

## Zasięg parafii
Do parafii należą wierni z miejscowości: Borowa Wola, Brzeski, Głuszyna, Kadź, Klwów, Klwowska Wola, Kłudno, Ligęzów, Podczasza Wola, Sulgostów, Kolonia Ulów, Waliska, Wólka Ligęzowska.